# Supermenka
Supermenka – piosenka Kayah, drugi singel z płyty Zebra, wydany w maju 1997. W utworze wykorzystano fragment piosenki Steviego Wondera I Just Called to Say I Love You. Nagrania zrealizowano w studiu nagraniowym CCS Studio w Warszawie w styczniu i lutym 1997 roku. Piosenka i wideoklip Supermenka były nominowane do nagrody Fryderyk i otrzymały nominacje do nagród Machinery'97. Piosenka Supermenka otrzymał także nagrodę radiowców Playbox.

## Twórcy
- Kayah – muzyka, tekst, śpiew, bębny, produkcja
- Krzysztof Pszona – piano fender
- Filip Sojka – bas
- Artur Affek – gitara
- Agnieszka Betley, Magda Gleinert – chórek
- Dariusz Miller – harmonijka ustna
- Michał Przytuła – realizacja, mix, produkcja, mastering
- Grzegorz Piwkowski – mastering
- Robert Wolański – zdjęcie na okładkę singla
- projekt graficzny singla – Adah Studio

## Lista utworów
| 1. | „Supermenka” („Zebra” version) | 3:36  |
|    |                                |       |
| 2. | „Supermenka” (szaggi mix)      | 3:36  |
|    |                                |       |
| 3. | „Supermenka” (usia-siusia mix) | 3:36  |
|    |                                |       |
|    |                                | 10:48 |
|    |                                |       |
Numer 2. to remiks autorstwa Kayah i Michała Przytuły, a nr 3. – solowy remix M.Przytuły.

## Notowania
| Lista                              | Pozycja |
| ---------------------------------- | ------- |
| Lista przebojów Programu Trzeciego | 5       |
| Szczecińska Lista Przebojów        | 1       |
| 30 ton                             | 6       |

## Albumy z piosenką „Supermenka” Kayah
M.in. „Zebra”, „RMF FM Najlepsza Muzyka Po Polsku”, „The Best Polish Songs...Ever!”, „RMF Najlepsza Muzyka Po Polsku (Edycja Świąteczna)”, „Kayah – Special Edition"

## Teledysk
Do piosenki „Supermenka” powstał wideoklip wyreżyserowany przez Janusza Kołodrubca. Wykorzystano stylistykę komiksu. Kayah została przedstawiona jako żeński Superman (czyli supermenka), który pomaga pokonać King Konga napadającego na miasto. W teledysku gościnnie wystąpił raper Ice-T.